# Ryder Hesjedal
Ryder Hesjedal, né le 9 décembre 1980 à Victoria, est un coureur cycliste canadien. Il a commencé sa carrière en VTT cross-country et a notamment été champion du monde de relais par équipes en 2001 et 2002, et vice-champion du monde en 2003. Il est ensuite devenu professionnel sur route de 2004 à 2016. Après avoir terminé cinquième du Tour de France 2010, il remporte son premier et unique grand tour lors du Tour d'Italie 2012. Il s'agit de la première victoire d'un grand tour pour un Canadien. Parmi ses autres victoires importantes, il est devenu le premier coureur de son pays à gagner des étapes sur le Tour d'Espagne.

## Biographie

### Repères biographiques
Ryder Hesjedal naît à Victoria, en Colombie-Britannique, le 9 décembre 1980. Ses parents travaillent dans l'administration du District régional de la Capitale. Il pratique le cyclisme à partir de l'âge de douze ans et est diplômé de l'enseignement secondaire à la Belmont Secondary School (en) en 1998.

### Carrière en VTT
Les championnats du monde de VTT de 1996, disputés en Australie, sont la première compétition internationale à laquelle participe Ryder Hesjedal. Avec l'équipe du Canada, il obtient le titre de champion du monde de relais en 2001 à Vail, dans le Colorado, et en 2002 à Kaprun, en Autriche, après avoir décroché la médaille de bronze en 1999 à Åre en Suède. En cross-country individuel, il est vice-champion du monde des moins de 23 ans en 2001, battu par Julien Absalon, et vice-champion du monde en 2003 à Lugano, en Suisse, où il est devancé par Filip Meirhaeghe. En 2002, il remporte la dernière manche de la Coupe du monde, aux Gets, en France. Il participe à la course de cross-country des Jeux olympiques de 2004, dont il est l'un des favoris. Mal placé et ralenti par un embouteillage dès le premier virage avec Christoph Sauser, il ne termine pas la course.

### Début de carrière professionnelle
En 2004, Ryder Hesjedal est recruté par l'équipe américaine US Postal Service-Berry Floor, dont le leader est Lance Armstrong, alors quintuple vainqueur du Tour de France.
En 2005, il participe au Tour d'Italie, son premier grand tour, qu'il abandonne lors de la treizième étape. Il participe à la victoire de son coéquipier Paolo Savoldelli.

### En 2006 chez Phonak
En 2006, Ryder Hesjedal rejoint l'équipe Phonak. Il est contraint de la quitter avec l'arrêt de l'équipe, à la suite du contrôle positif de Floyd Landis lors du Tour de France.

### Chez Health Net-Maxxis en 2007
Ryder Hesjedal est engagé en 2007 par l'équipe continentale professionnelle américaine Health Net-Maxxis. C'est un tournant dans sa carrière : il est pour la première fois leader. Il remporte le championnat du Canada du contre-la-montre. Il court essentiellement aux États-Unis, avec pour meilleurs résultats la dixième place du Tour de Californie, la sixième place de la Mount Hood Cycling Classic, la septième place du Tour of the Gila, la huitième place de la Cascade Classic, la dix-septième place du Tour de Géorgie. L'équipe Health Net remporte cette année-là le classement par équipes du National Racing Calendar, ainsi que le classement individuel avec Rory Sutherland.
En septembre, Hesjedal représente, avec Svein Tuft, le Canada au championnat du monde de contre-la-montre à Stuttgart en Allemagne. Il en prend la 24e place, à plus de trois minutes du vainqueur Fabian Cancellara.

### 2008-2015: chez Garmin
En 2009 il termine quatrième place de la Classique de Saint-Sébastien après le déclassement de Carlos Barredo. Réalisant une bonne année en 2009, il remporte en décembre de cette année plusieurs récompenses attribuées par l'association cycliste de Colombie-Britannique ; le trophée du Cycliste canadien de l'année, le Prix du coureur de la décennie, et sa victoire lors de la 12e étape du Tour d'Espagne, est choisi comme la Performance individuelle en 2009.
En 2010, il effectue une bonne semaine lors des classiques ardennaises : il se classe deuxième de l'Amstel Gold Race, neuvième de la Flèche wallonne et douzième de Liège-Bastogne-Liège. Au mois de mai, il termine cinquième du Tour de Californie 2010, en gagnant la huitième étape. En juillet, il prend la quatrième place de la 3e étape du Tour de France et reçoit le prix de combatif du jour. Il prend aussi la huitième place à la Station des Rousses et la 4e place au Tourmalet. Lors du dernier contre-la-montre entre Bordeaux et Pauillac, il fait mieux que ses principaux adversaires ce qui lui permet de gagner deux places au classement général. À la fin de ce Tour il termine à la sixième place du classement général,. Pour les spécialistes, Ryder est la révélation de ce Tour de France. Quelques jours plus tard, il finit à la quatrième place de la Classique de Saint-Sébastien.

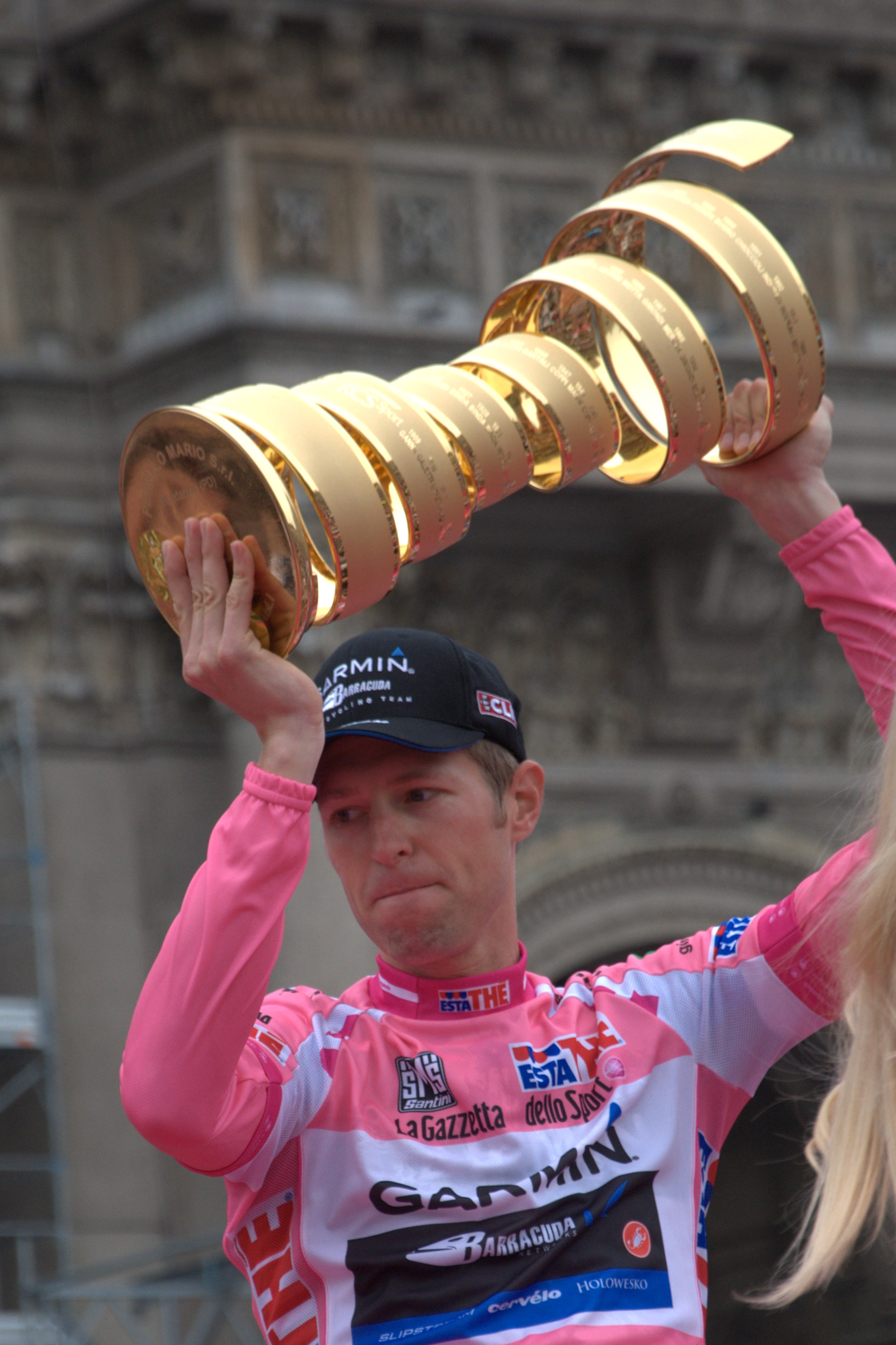
Ryder Hesjedal célèbre sa victoire lors du Tour d'Italie 2012 sur la piazza del Duomo à Milan avec le maillot rose et la coupe.

En 2011, il gagne avec l'équipe Garmin-Cervélo la deuxième étape du Tour de France, un contre-la-montre par équipes, et termine à la 17e place finale,. Quelques jours plus tard il termine 18e de la Classique de Saint-Sébastien après le déclassement de Carlos Barredo.
En 2012, il décide de se concentrer sur le Tour d'Italie. Il y porte pendant trois jours le maillot rose, puis le reprend pendant la 14e étape pour le perdre de nouveau lors de l'étape suivante. Lors de la 19e étape, il reprend  du temps aux autres favoris en produisant une accélération soutenue au terme d'une étape de montagne comprenant la Passe du Mortirolo, prenant la deuxième place derrière l'échappé Roman Kreuziger (Astana). Lors de la 20e étape se terminant au sommet du Stelvio, Hesjedal doit chasser Thomas De Gendt afin de limiter le gain en temps de ce dernier, car les quelques coureurs dans le petit groupe auquel il appartient sont réticents à collaborer à la poursuite. Tout se joue dans le contre-la-montre lors de la dernière étape dans les rues de Milan, alors que Hesjedal accuse un retard de 31 secondes sur le meneur Joaquim Rodríguez (Katusha). Il prend des risques dans les courbes, faisant vaciller son vélo à quelques occasions, mais réussit à reprendre 47 secondes et le maillot rose à l'Espagnol . La journée même, 27 mai 2012, il monte sur la plus haute marche du podium et brandit le drapeau du Canada attaché à un bâton de hockey, devenant par là le premier Canadien à remporter un grand tour cycliste. Il crée l'événement dans son pays, si bien que le premier ministre Stephen Harper le félicite pour « cette victoire remarquable dans l’une des courses cyclistes les plus exigeantes au monde ». Steve Bauer, cycliste canadien décoré dans les années 90, déclare « qu’à partir de maintenant, il fallait considérer Ryder Hesjedal comme le plus grand cycliste canadien de l’histoire ». Il devient également le deuxième coureur venu du VTT à s'imposer sur un grand tour, après Cadel Evans, lauréat du Tour de France 2011.
Aligné ensuite sur le Tour de France en tant que leader de Garmin-Sharp, il est victime d'une chute collective lors de la sixième étape. Il finit cette étape mais ne repart pas le lendemain en raison d'un hématome à une jambe et à une hanche. Aux Jeux olympiques de Londres, il représente le Canada lors des deux épreuves sur route. Il est 28e du contre-la-montre et termine la course en ligne dans le peloton, à la 63e place. En septembre, il forme avec Svein Tuft, David Veilleux et François Parisien l'équipe canadienne qui dispute la course en ligne des championnats du monde sur route, dans le Limbourg néerlandais. Il en prend la 108e place. Il s'adjuge la sixième place du Tour de Lombardie, qui est couru sous une pluie diluvienne et des températures avoisinant les 10 degrés Celsius. Il franchit la ligne au sein d'un groupe d'une dizaine de coureurs, à 9 secondes du gagnant, Joaquim Rodríguez. Il se rend par la suite à la présentation officielle du Tour d'Italie 2013 et déclare qu'il fera tout pour conserver son titre de champion.
Il conclut sa saison en se rendant en Chine pour y disputer le Tour de Pékin, espérant terminer l'année 2012 sur une bonne note. Il mise tout sur la cinquième et dernière étape, montagneuse. Il attaque avec insistance lors des 40 derniers kilomètres et le seul coureur parvenant à le suivre est Steve Cummings (BMC Racing). Hesjedal tente de mettre le plus de distance possible entre lui et le meneur de la course Tony Martin (Omega Pharma-Quick Step). Son plan échoue alors qu'il prend la deuxième place de l'étape derrière Cummings et ne distance pas suffisamment Martin pour réaliser un gain de temps significatif. Il termine à la 18e place au général.
En décembre, il reçoit le Trophée Lionel Conacher, récompensant le sportif canadien masculin de l'année. Sa saison est également récompensée par le Trophée du président de l'Association cycliste canadienne.

### 2016: dernière saison chez Trek-Segafredo
Pour la saison 2016, il se joint à l'équipe Trek-Segafredo. Il déclare en août arrêter sa carrière en fin d'année.

## Aveu de dopage
En octobre 2013, Ryder Hesjedal avoue publiquement s'être dopé en 2003. Cet aveu intervient après la publication d'extraits de la biographie du coureur danois Michael Rasmussen. Ce dernier y raconte avoir expliqué à Hesjedal ainsi qu'à deux autres vététistes canadiens, Seamus McGrath et Chris Sheppard, comment se doper à l'EPO. Plus tôt durant l'année 2013, Hesjedal avait fait ces aveux auprès du Centre canadien pour l'éthique dans le sport (CCES), chargé de la lutte contre le dopage dans le pays. Le Code mondial antidopage fixant un délai de prescription de huit ans, Ryder Hesjedal n'encourt pas de sanction,.

## Palmarès, résultats; classements mondiaux et distinctions

### Palmarès sur route
| - 2002 - Champion du Canada du contre-la-montre espoirs - Paris-Mantes - 2e épreuve du Maillot des Jeunes Léopards - Tour de Catalogne de l'Avenir - 2005 - 3e du championnat du Canada du contre-la-montre - 2006 - 2e du championnat du Canada du contre-la-montre - 4e du Tour de Catalogne - 2007 - Champion du Canada du contre-la-montre - 2008 - 1re étape du Tour d'Italie (contre-la-montre par équipes) - 3e du Grand Prix d'ouverture La Marseillaise - 8e de Tirreno-Adriatico - 2009 - 12e étape du Tour d'Espagne - 4e de la Classique de Saint-Sébastien - 8e du Tirreno-Adriatico - 2010 - 8e étape du Tour de Californie - 2e de l'Amstel Gold Race - 3e du Grand Prix cycliste de Montréal - 4e du Grand Prix cycliste de Québec - 6e du Tour de Catalogne - 6e de la Classique de Saint-Sébastien - 6e du Tour de France, - 9e de la Flèche wallonne | - 2011 - 2e étape du Tour de France (contre-la-montre par équipes) - 9e du Tour du Pays basque - 2012 - Tour d'Italie : - Classement général - 4e étape (contre-la-montre par équipes) - 6e du Tour de Lombardie - 9e de Liège-Bastogne-Liège - 2013 - 3e du Grand Prix cycliste de Montréal - 8e de Liège-Bastogne-Liège - 2014 - 14e étape du Tour d'Espagne - 9e du Tour d'Italie - 2015 - 5e du Tour d'Italie |

#### Résultats sur les grands tours

##### Tour de France
7 participations
- 2008 : 47e
- 2009 : 49e
- 2010 : 6e[n 7],[9]
- 2011 : 17e[n 8],[10], vainqueur de la 2e étape (contre-la-montre par équipes)
- 2012 : non-partant (7e étape)
- 2013 : 70e
- 2015 : 40e

##### Tour d'Italie
7 participations
- 2005 : abandon (13e étape)
- 2008 : 60e, vainqueur de la 1re étape (contre-la-montre par équipes)
- 2012 :  Vainqueur du classement général, vainqueur de la 4e étape (contre-la-montre par équipes),  maillot rose pendant 5 jours
- 2013 : non-partant (13e étape)
- 2014 : 9e
- 2015 : 5e
- 2016 : abandon (14e étape)

##### Tour d'Espagne
3 participations
- 2006 : abandon (17e étape)
- 2009 : non-partant (18e étape), vainqueur de la 12e étape
- 2014 : 24e, vainqueur de la 14e étape

#### Classements mondiaux
Jusqu'en 2004, le classement UCI concerne tous les coureurs ayant obtenu des points lors de courses du calendrier international de l'Union cycliste internationale (324 courses en 2004). En 2005, l'UCI ProTour et les circuits continentaux sont créés, ayant chacun leur classement. De 2005 à 2008, le classement de l'UCI ProTour classe les coureurs membres d'équipes ProTour en fonction des points qu'ils ont obtenus lors des courses du calendrier UCI ProTour, soit 28 courses en 2005, 27 en 2006, 26 en 2007. En 2007 et 2008, Ryder Hesjedal évolue dans des équipes continentales professionnelles, dont les coureurs ne marquent pas de point au ProTour. Il figure en revanche aux classements individuelles de l'UCI America Tour 2007 et de l'UCI Europe Tour 2008.
En 2009 et 2010, un « classement mondial UCI » remplace le classement ProTour. Il prend en compte les points inscrits lors des courses ProTour et des courses qui n'en font plus partie, regroupées dans un « calendrier historique », soit au total 24 courses en 2009 et 26 en 2010. Ce nouveau classement prend en compte les coureurs des équipes continentales professionnelles. En 2011, l'UCI ProTour devient l'UCI World Tour et reprend dans son calendrier les courses qui l'avaient quitté en 2008. Il comprend 27 courses en 2011.
Ryder Hesjedal apparaît pour la première fois au classement UCI en 2002. Il obtient son meilleur classement en 2010, finissant la saison à la septième place du Classement mondial.
| Année                  | 2002   | 2003   | 2004 | 2005 | 2006 | 2007 | 2008 | 2009 | 2010 | 2011 | 2012 | 2013 | 2014 | 2015 |
| ---------------------- | ------ | ------ | ---- | ---- | ---- | ---- | ---- | ---- | ---- | ---- | ---- | ---- | ---- | ---- |
| Classement UCI         | 1 188e | 1 631e | 854e |      |      |      |      |      |      |      |      |      |      |      |
| Classement ProTour     |        |        |      | nc   | 81e  | nc   | nc   |      |      |      |      |      |      |      |
| Calendrier mondial UCI |        |        |      |      |      |      |      | 69e  | 7e   |      |      |      |      |      |
| UCI World Tour         |        |        |      |      |      |      |      |      |      | 108e | 13e  | 68e  | 68e  | 46e  |
| UCI America Tour       |        |        |      |      |      | 118e | nc   |      |      |      |      |      |      |      |
| UCI Europe Tour        |        |        |      |      |      | nc   | 341e |      |      |      |      |      |      |      |

### Palmarès en VTT

#### Championnats du monde
- Åre 1999
  -  Médaillé de bronze du relais par équipes
- Vail 2001
  -  Champion du monde de relais par équipes (avec Roland Green, Adam Coates et Chrissy Redden)
- Kaprun 2002
  -  Champion du monde de relais par équipes (avec Roland Green, Alison Sydor et Max Plaxton)
- Lugano 2003
  -  Médaillé d'argent du cross-country

#### Coupe du monde
Coupe du monde de cross-country
2002 (1 manche)

### Récompenses
- Cycliste canadien de l'année : 2009
- Prix du coureur de la décennie (au Canada) : 2009
- Performance individuelle (au Canada) : 2009
- Trophée Lionel Conacher en 2012[19]
- Trophée du président de l'Association cycliste canadienne en 2012[20]